# زوي تومسون
زوي تومسون (بالإنجليزية: Zoe Thompson)‏ (16 سبتمبر 1983 - ) هي لاعبة كرة قدم نيوزلندية في مركز الهجوم. لعبت مع Glenfield Rovers ‏.

## وصلات خارجية
- زوي تومسون على موقع الاتحاد الدولي (مؤرشف)  (الإنجليزية)
- زوي تومسون على موقع قاعدة بيانات كرة القدم.إي يو (الإنجليزية)